# Gabriele Piccinini
Gabriele Piccinini (Scandiano, 6 aprile 2001) è un calciatore italiano, centrocampista del Pisa.

## Biografia
È il fratello maggiore di Stefano Piccinini, anch'egli calciatore.

## Caratteristiche tecniche
Piccinini è un centrocampista particolarmente duttile: di ruolo mezzala, prevalentemente sul lato sinistro, può essere schierato anche da trequartista, terzino, esterno di caentrocampo o esterno d'attacco. Durante l'esperienza con il Lentigione è stato occasionalmente impiegato anche come punta centrale.

## Carriera

### Le giovanili e i primi anni in Serie D
Piccinini inizia la sua carriera nel Reggio Calcio, entrando poi nelle giovanili del Parma. Nel 2014, con il fallimento della società ducale, entrra nel settore giovanile del Sassuolo, dove rimane fino all'Under-16 per poi, a metà della stagione 2016-2017, entrare nel settore giovanile della Reggiana.
Inizia la stagione 2018-2019 da capitano della formazione Juniores granata, venendo poi aggregato alla prima squadra, militante nel girone D di Serie D, con cui fa il suo debutto il 28 ottobre 2018, giocando da titolare all'età di 17 anni la partita persa per 2-0 sul campo del Pavia, totalizzando a fine stagione 10 presenze in campionato.
Nella stagione 2019-2020 si trasferisce a titolo definitivo al Lentigione, società militante in Serie D con cui il 1º settembre 2019, in occasione della partitia vinta per 3-2 in casa del Sasso Marconi e valida per la prima giornata di campionato, mette a segno la prima rete in carriera, terminando poi la stagione con 6 reti all'attivo. Confermato dai reggiani anche per l'annata 2020-2021, viene schierato anche in posizione di attaccante totalizzando 10 reti, tra cui la prima doppietta in carriera nella sfida casalinga vinta per 3-0 sul Sasso Marconi, e 4 assist nel campionato che i gialloblù terminano al terzo posto. A fine stagione abbandona il Lentigione dopo aver totalizzato 16 reti e 5 assist in 60 presenze tra tutte le competizioni. e essersi messo in mostra come uno dei migliori giocatori della Serie D.

### L'approdo al professionismo
Nell'estate del 2021 si trasferisce a titolo definitivo al Pisa, compagine militante in Serie B, con cui firma un contratto fino al 2024. Con i nerazzurri toscani fa il suo debutto tra i professionisti il 22 agosto 2021 entrando in campo al posto di Sibilli nella partita vinta per 1-0 contro la SPAL, venendo poi schierato fino a gennaio in 7 occasioni, delle quali due da titolare, dal mister Luca D'Angelo.
Il 31 gennaio 2022 viene ceduto in prestito al Fiorenzuola, squadra militante nel girone A di Serie C, con cui debutta il giorno successivo nella sfida pareggiata per 0-0 sul campo del Renate. A fine anno, dopo aver contribuito con 16 presenze alla salvezza ottenuta dai piacentini, fa ritorno al Pisa con cui nella prima arte della stagione 2022-2023 scende in campo solo per tre scampoli di gara in Serie B ed uno in Coppa Italia; così a gennaio 2023, dopo aver prolungato con i nerazzurri fino al 2026, viene ceduto nuovamente in prestito al Fiorenzuola, militante in questa stagione nel girone B di Serie C. Nel corso della sua seconda esperienza in rossonero, culminata, come la precedente, con la conquista della salvezza, Piccinini mette a segno il suo primo gol tra i professionisti, nonché sua prima rete con i piacentini, il 5 marzo 2023 nella sfida persa per 3-1 sul campo dell'Entella. Al termine del prestito fa nuovamente ritorno in Toscana dopo complessive 32 presenze e una rete in maglia valdardese.
Inizialmente destinato a una nuova cessione, riesce gradualmente a conquistare la fiducia del nuovo allenatore Alberto Aquilani che comincia ad impiegarlo con maggiore regolarità; il 21 ottobre 2023 mette a segno la sua prima rete con i pisani, nonché sua prima marcatura in Serie B, nella partita casalinga vinta per 2-1 contro il Cittadella. Nel girone di ritorno, tuttavia il trend si inverte con Piccinini che da gennaio in avanti viene impiegato in misura minore a seguito dello spostamento davanti alla difesa di Tomás Esteves. Nella stagione successiva, dopo un'estate in cui sembrava in procinto di lasciare la squadra nerazzurra, si impone come titolare nel centrocampo toscano, sotto la guida tecnica di Filippo Inzaghi, contribuendo con 4 reti e 6 assist alla promozione in Serie A dei pisani.

## Statistiche

### Presenze e reti nei club
Statistiche aggiornate al 14 maggio 2025.
| Stagione           | Squadra            | Campionato         | Campionato | Campionato | Coppe nazionali | Coppe nazionali | Coppe nazionali | Coppe continentali | Coppe continentali | Coppe continentali | Altre coppe | Altre coppe | Altre coppe | Totale | Totale |
| Stagione           | Squadra            | Comp               | Pres       | Reti       | Comp            | Pres            | Reti            | Comp               | Pres               | Reti               | Comp        | Pres        | Reti        | Pres   | Reti   |
| ------------------ | ------------------ | ------------------ | ---------- | ---------- | --------------- | --------------- | --------------- | ------------------ | ------------------ | ------------------ | ----------- | ----------- | ----------- | ------ | ------ |
| 2018-2019          | Reggio Audace      | D                  | 10         | 0          | CI-D            | 0               | 0               | -                  | -                  | -                  | -           | -           | -           | 10     | 0      |
| 2019-2020          | Lentigione         | D                  | 23         | 6          | CI-D            | 2               | 0               | -                  | -                  | -                  | -           | -           | -           | 25     | 6      |
| 2020-2021          | Lentigione         | D                  | 33+2       | 10         | -               | -               | -               | -                  | -                  | -                  | -           | -           | -           | 35     | 10     |
| Totale Lentigione  | Totale Lentigione  | Totale Lentigione  | 56+2       | 16         |                 | 2               | 0               |                    | -                  | -                  |             | -           | -           | 60     | 16     |
| 2021-gen. 2022     | Pisa               | B                  | 7          | 0          | CI              | 0               | 0               | -                  | -                  | -                  | -           | -           | -           | 7      | 0      |
| gen.-giu. 2022     | Fiorenzuola        | C                  | 16         | 0          | CI-C            | -               | -               | -                  | -                  | -                  | -           | -           | -           | 16     | 0      |
| 2022-gen. 2023     | Pisa               | B                  | 3          | 0          | CI              | 1               | 0               | -                  | -                  | -                  | -           | -           | -           | 4      | 0      |
| gen.-giu. 2023     | Fiorenzuola        | C                  | 16         | 1          | CI-C            | -               | -               | -                  | -                  | -                  | -           | -           | -           | 16     | 1      |
| Totale Fiorenzuola | Totale Fiorenzuola | Totale Fiorenzuola | 32         | 1          |                 | -               | -               |                    | -                  | -                  |             | -           | -           | 32     | 1      |
| 2023-2024          | Pisa               | B                  | 22         | 1          | CI              | 0               | 0               | -                  | -                  | -                  | -           | -           | -           | 22     | 1      |
| 2024-2025          | Pisa               | B                  | 38         | 4          | CI              | 1               | 0               | -                  | -                  | -                  | -           | -           | -           | 39     | 4      |
| Totale Pisa        | Totale Pisa        | Totale Pisa        | 70         | 5          |                 | 2               | 0               |                    | -                  | -                  |             | -           | -           | 72     | 5      |
| Totale carriera    | Totale carriera    | Totale carriera    | 170        | 22         |                 | 4               | 0               |                    | -                  | -                  |             | -           | -           | 174    | 22     |